# Boenninghausenia
Boenninghausenia é um género botânico pertencente à família Rutaceae.

## Espécies
- Boenninghausenia albiflora
- Boenninghausenia japonica
- Boenninghausenia schizocarpa
- Boenninghausenia sessilicarpa

1. ↑  «Boenninghausenia — World Flora Online». www.worldfloraonline.org. Consultado em 19 de agosto de 2020